# Zatypota medranoi
Zatypota medranoi är en stekelart som beskrevs av Ian D. Gauld 1991. Zatypota medranoi ingår i släktet Zatypota och familjen brokparasitsteklar. Inga underarter finns listade i Catalogue of Life.